# Піткерн (Пенсільванія)
Піткерн (англ. Pitcairn) — місто (англ. borough) в США, в окрузі Аллегені штату Пенсільванія. Населення — 3101 особа (2020).

## Географія
Піткерн розташований за координатами 40°24′28″ пн. ш. 79°46′35″ зх. д. / 40.40778° пн. ш. 79.77639° зх. д. (40.407779, -79.776344).  За даними Бюро перепису населення США в 2010 році місто мало площу 1,31 км², уся площа — суходіл.

## Демографія
Згідно з переписом 2010 року, у селищі мешкали 3294 особи в 1555 домогосподарствах у складі 772 родин. Густота населення становила 2518 осіб/км².  Було 1866 помешкань (1426/км²).
Расовий склад населення:
| - 86,4 % — білих - 10,0 % — чорних або афроамериканців - 0,3 % — азіатів - 0,1 % — корінних американців |

До двох чи більше рас належало 3,1 %. Частка іспаномовних становила 2,0 % від усіх жителів.
За віковим діапазоном населення розподілялося таким чином: 22,0 % — особи молодші 18 років, 61,7 % — особи у віці 18—64 років, 16,3 % — особи у віці 65 років та старші. Медіана віку мешканця становила 40,4 року. На 100 осіб жіночої статі у селищі припадало 87,9 чоловіків;  на 100 жінок у віці від 18 років та старших — 86,9 чоловіків також старших 18 років.
Середній дохід на одне домашнє господарство  становив 44 813 долари США (медіана — 29 537), а середній дохід на одну сім'ю — 50 941 долар (медіана — 43 652). Медіана доходів становила 35 030 доларів для чоловіків та 33 182 долари для жінок. За межею бідності перебувало 18,4 % осіб, у тому числі 29,5 % дітей у віці до 18 років та 11,5 % осіб у віці 65 років та старших.
Цивільне працевлаштоване населення становило 1463 особи. Основні галузі зайнятості: освіта, охорона здоров'я та соціальна допомога — 34,0 %, роздрібна торгівля — 14,8 %, мистецтво, розваги та відпочинок — 13,7 %.